# Goera siccana
Goera siccana är en nattsländeart som beskrevs av Wolfram Mey 1998. Goera siccana ingår i släktet Goera och familjen grusrörsnattsländor. Inga underarter finns listade i Catalogue of Life.